# Konnevesi (See)
Konnevesi ist ein 189 km² großer See in den finnischen Landschaften Südsavo und Mittelfinnland.
Der gleichnamige Ort Konnevesi liegt unweit seines Westufers.
Der See fließt über eine Kette weiterer Seen nach Süden zum Päijänne ab.
Der See besteht aus zwei großen Wasserflächen: im Norden der Pohjois-Konnevesi und im Süden der eigentliche Konnevesi. Dazwischen liegt die Insel Pakarilansalo.
Der Neiturin-Kanal verbindet den Pohjois-Konnevesi mit dem westlich gelegenen See Keitele.
Der Kiesimä-Kanal verbindet den Pohjois-Konnevesi mit dem östlich gelegenen See Kiesimä.
Hauptzufluss ist der Konnekoski, eine Stromschnelle, über welche der östlich gelegene Hankavesi in den Konnevesi abfließt. Zum Einzugsgebiet des Hankavesi zählen mehrere große Seen, darunter Pielavesi, Nilakka, Iisvesi, Niinivesi und Koskelovesi.